# اوسیج بیچ (میزوری)
اوسیج بیچ (به انگلیسی: Osage Beach) یک شهر در ایالات متحده آمریکا است که در شهرستان کمدن، میزوری واقع شده‌است. اوسیج بیچ ۲۶٫۷۵ کیلومتر مربع مساحت و ۴٬۳۵۱ نفر جمعیت دارد و ۲۶۲ متر بالاتر از سطح دریا واقع شده‌است.